# Better Days Tour Europe
Better Days Tour Europe kallades den konsertturné som artisten Benjamin Ingrosso genomförde våren 2024. Detta var Ingrossos första Europa-turné och den första turnén utanför Nordens gränser. 

## Historik
Vintern 2023, efter att Ingrosso varit ute på sin sommarturné Allt det vackra samma år släpptes det att Ingrosso skulle ut på en turné i Europa. I en intervju precis innan turnén började berättade Ingrosso i Efter fem att turnén skulle bestå av 80% nytt material. En av de nya låtarna släpptes innan Ingrosso åkte ut och det var Kite. Senare, den 5 april kom Better Days. 
Turnén var slutsåld.  

## Medverkande
- Benjamin Ingrosso, sång, piano, gitarr, kapellmästare
- Viktor Olsén, keyboard, piano,kapellmästare
- Gustav Jonsson, gitarr, elgitarr
- Mats Sandahl, elbas
- Noa Svensson, trummor
- Joel Strömgren, inhoppare på gitarr vid två tillfällen, kapellmästare

## Låtlista
Ingrosso hade en setlist på ungefär 15-16 låtar. Vissa låtar förekom på vissa ställen, sen andra eller i vissa fall inte alls. Tillexempel Barnasinnet, Allt det vackra, den osläppta låten The Greatest. Afterlife gjordes som en hyllning till Ingrossos morfar Hans Wahlgren som vid denna tiden var väldigt sjuk. Setlisten såg ungefär ut såhär:
1. Look Who's Laughing Now
2. Tror du att han bryr sig
3. Honey Boy (Give Me Something)
4. Angela
5. I'll Be Fine Somehow
6. The Greatest
7. All My Life
8. Worst in Me
9. Afterlife
10. Smile
11. OMG
12. Back to You
13. Tänd alla ljus
14. Better Days
15. Kite

## Turneplan
- 1 april 2024 - Hamburg - Tyskland - Knust
- 2 april 2024 - Amsterdam - Nederländerna - Melkweg
- 4 april 2024 - London - Storbritannien - Heaven
- 5 april 2024 - Paris - Frankrike - Les Etoiles
- 6 april 2024 - Köln - Tyskland - CBE
- 8 april 2024 - München - Tyskland - Kranhalle
- 9 april 2024 - Berlin - Tyskland - Hole 44
- 10 april 2024 - Köpenhamn - Danmark - Amager Bio
- 12 april 2024 - Oslo - Norge - Sentrum Scene
- 13 april 2024 - Oslo - Norge - Sentrum Scene
- 17 april 2024 - Milano - Italien - Magnolia
- 18 april 2024 - Madrid - Spanien - Chango
- 23 april 2024 - Helsingfors - Finland - Tavastia